# West Haven (Connecticut)
West Haven – miasto w Stanach Zjednoczonych, w stanie Connecticut, w hrabstwie New Haven.